# ماگنوس حرانی
ماگنوس حرانی تاریخ‌نگار رومی سده ۴ میلادی بود. ماگنوس اهل حران در بین‌النهرین بود. او در سال ۳۶۳ در حمله ژولیان به ایران حضور داشت. این لشکرکشی با شکست سنگینی برای رومیان به پایان رسید و آن‌ها وادار شدند یک معاهده صلح را در زمان ژوویان منعقد کنند. ماگنوس پس از بازگشت گزارش جنگ را نوشت. امروزه این اثر باقی نمانده‌است، اما گزیده‌ای از آن در تواریخ یوحنا مالالاس به دست ما رسیده‌است.